# Alice Rivlin
Alice Rivlin, właśc. Georgianna Alice Mitchell (ur. 4 marca 1931 w Filadelfii, zm. 14 maja 2019 w Waszyngtonie) – amerykańska ekonomistka o znaczącej karierze w służbie publicznej, założycielka i pierwsza przewodnicząca Kongresowego Biura Budżetowego.

## Życiorys

### Wczesne życie i wykształcenie
Urodziła się w Filadelfii w rodzinie o pochodzeniu kornwalijskim, jako córka fizyka Allana Mitchella i wnuczka astronoma Samuela Mitchella. Dorastała w Bloomington w Indianie, gdzie jej ojciec wykładał na Uniwersytecie Indiany. Jej matka była aktywna jako lokalna wolontariuszka. Rozpoczęła studia na Bryn Mawr College, planując specjalizować się w historii, jednak po kursie ekonomii zdecydowała się wybrać ten kierunek. Jej praca dyplomowa poświęcona była powojennej gospodarczej integracji Europy Zachodniej (BA, 1952). Po studiach pracowała przez pewien czas na tym kontynencie w paryskim biurze Planu Marshalla. Zdobyła następnie doktorat z ekonomii na Uniwersytecie Harvarda (Ph. D., 1958).
Między 1955–1977 jej mężem był Lewis Allen Rivlin. Miała z nim trójkę dzieci i czwórkę wnuków. W późniejszych latach żyła w związku małżeńskim z ekonomistą Sidneyem G. Winterem.

### Praca
Była wielokrotnie związana z Brookings Institution, zaczynając tam pracę w 1957–66, i powracając w przerwach od stanowisk publicznych w latach 1969–1975 (już z honorowym tytułem Senior Fellow), 1983–93 i od 1999 do 2019. Od ukończenia studiów nauczała również okazjonalnie na Harvardzie, The New School i George Mason University, jako kobieta długo nie zdobywając nigdzie oficjalnej posady akademickiej. Między 1968–1969 obejmowała z nadania prezydenta Lyndona B. Johnsona sekretariat planowania i ewaluacji w Departamencie Zdrowia, Oświaty i Opieki Społecznej. Wypracowała tam systematyczne procedury ustalania i ewaluacji budżetów. W 1973 przyjęto ją do grona Amerykańskiej Akademii Sztuk i Nauk.
W latach 1975–1983 była pierwszą dyrektorką nowo powstałego Kongresowego Biura Budżetowego, walcząc z powodzeniem o ukształtowanie tej instytucji jako wysoce niezależnego eksperckiego ciała doradczego. Zapisała się w tym czasie dokonywanym z oficjalnego urzędu studzeniem optymizmu i krytyką polityki gospodarczej urzędujących prezydentów, Jimmy’ego Cartera, i tzw. reaganomiki Ronalda Reagana. W 1983 uhonorowano ją stypendium MacArthur Fellowship. Była pierwszą kobietą w roli przewodniczącej Amerykańskiego Towarzystwa Ekonomicznego (1986). Według jej relacji, w latach 1950–1970. musiała nauczyć się asertywnego zabierania głosu w grupach w których była jedyną kobietą.
Za administracji Billa Clintona przyjęła stanowisko p.o. dyrektorki Office of Management and Budget na okres 1993–94, i dyrektorki w 1994–1996 – zostając pierwszą kobietą zasiadającą w Gabinecie Stanów Zjednoczonych. W latach 1996–1999 była jednym z gubernatorów i wiceprzewodniczącą Systemu Rezerwy Federalnej.
W trakcie administracji Baracka Obamy zasiadała w ponadpartyjnej komisji Simpsona-Bowlesa, zajmując się planami redukcji amerykańskiego długu publicznego.
W dalszych latach pracowała jako Senior Fellow w Brookings Institution i obejmowała stanowisko naukowca gościnnego na Georgetown University w Waszyngtonie. Wydała i współredagowała kilkanaście książek, oraz wiele publikacji naukowych. Jej prace i osiągnięcia życiowe uhonorowano szeregiem nagród i tytułów honorowych.
Zmarła 14 maja 2019 w wyniku choroby nowotworowej.